# Jeremias Falck
Jeremias Falk (Jeremiah Falck in inglese, Jeremiasz Falck in polacco) (Danzica, 1610 circa – Danzica, 1677) è stato un incisore tedesco del barocco del XVII secolo, attivo nella Confederazione polacco-lituana.
Firmò gran parte delle sue oltre 300 opere con J. Falck, sculp., alcune come Suec (quando lavorava in Svezia, e poche Falck Polonus (Falck polacco) o Falck Gedanensis (Falck di Gdańsk).

## Biografia
Nato probabilmente attorno al 1610 a Danzica (Gdańsk), Nel Regno di Prussia (un feudo della Corona del Regno di Polonia), studiò e lavorò con Willem Hondius. Nel 1639 si trasferì a Parigi, e nel 1649 divenne incisore della regina Cristina in Svezia fino al 1654, quando divenne cattolico. Si trasferì allora nei Paesi Bassi, dove incise un ritratto di Willem Blaeu, e poi in Germania. Nel 1662, ad Amburgo, pubblicò 16 incisioni di fiori e piante. Incise ritratti dei reali dei luoghi da lui visitati e lavorò ad intermittenza a Danzica.
Il fratello di Jeremias, Hans Falck, era un "Messerschmidt" (fabbro ferraio) a Neugarten, Danzica. Nel 1650 venne registrato il matrimonio di Jeremias a Danzica e in seguito Hans e la sua Catharine furono testimoni della nascita del figlio di Jeremias. Una lettera di Jeremias Falck del 1658 affermava ... ich habe eine geraume Zeit sehr grosse Schmerzen im rechten Arm (... che per lungo tempo aveva avuto un forte dolore al braccio destro).
Visse di nuovo a Danzica e molte delle sue incisioni sono basate su ritratti di Daniel Schultz e altri pittori. Il lavoro di Falck venne ammirato e utilizzato dall'editore Georg Forster, come illustrazioni incise per "Selenography" di Johannes Hevelius e "Orationes" di Jerzy Ossoliński, Gran Cancelliere della Confederazione polacco-lituana.
Venne sepolto nella Chiesa di san Pietro e Paolo a Danzica. Il libro del 1890 con dedica del pronipote, Herman Eugen Falk, ringrazia un certo numero di scrittori polacchi che raccolsero opere di Falck.
In circa trecento ritratti e immagini, che sono stati personalmente controllati da J.C. Block per il suo libro, quasi tutti i lavori mostrano J. Falck, scultore., ma ci sono alcuni che lo identificano come scultore svedese, quando era in lavoro salariato in Svezia. Vi sono inoltre elencati circa nove ritratti ovali incisi in rame, per la maggior parte di Vescovi polacchi, di Falck con il solo nome: Dankert o Georg Förster (Georg Forster). Questi nove ovali in metallo sono montati su rettangoli e i rettangoli sono inscritti con "Jeremias Falck Polonus".

## Galleria d'immagini

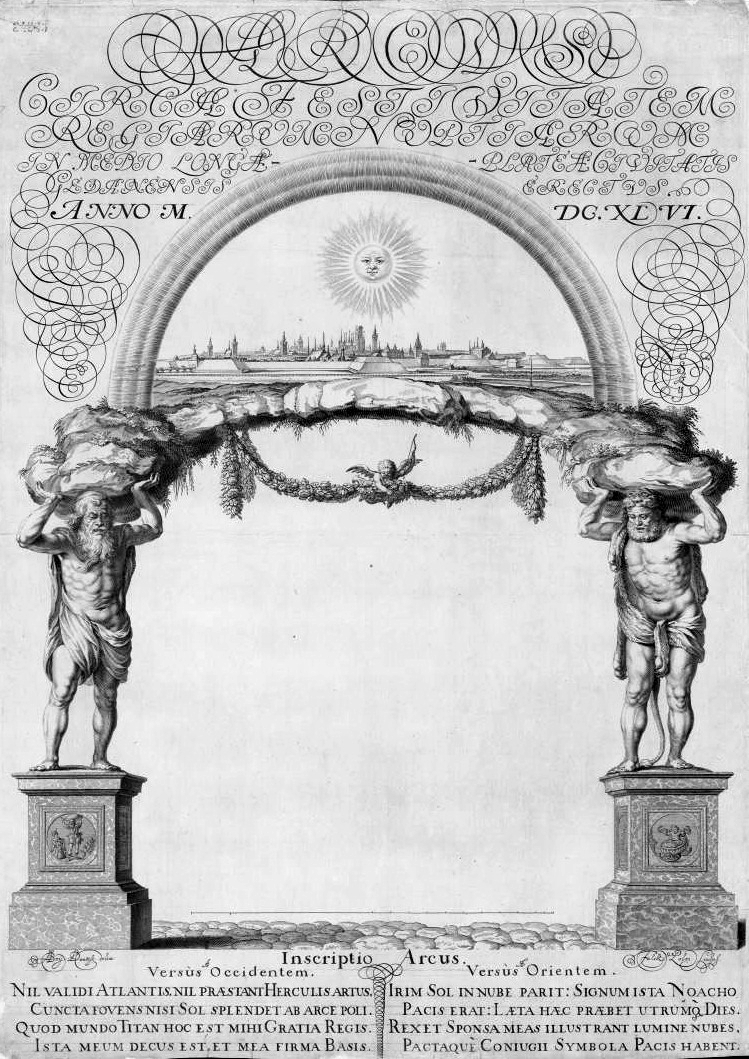
Arcus Gratiae et Pacis, arco trionfale con Atlante ed Ercole, realizzato a Danzica in onore della regina Maria Luisa Gonzaga.
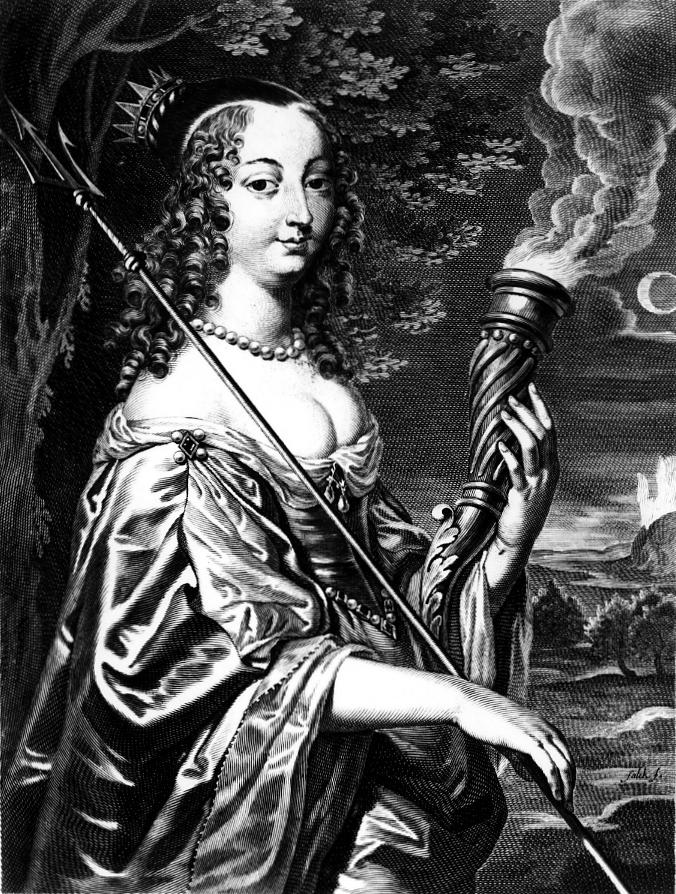
Proserpine la nuict, la regina Maria Luisa Gonzaga nella veste di Proserpina.
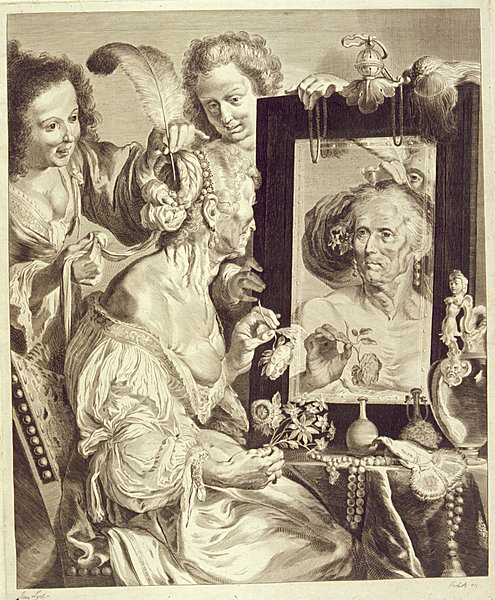
Vecchia donna allo specchio, riproduzione di un dipinto di Bernardo Strozzi.